# Pont Mathieu
Le pont Mathieu est un pont routier situé à Terrebonne et qui relie l'île Saint-Jean à la rive, en enjambant la rivière des Mille-Îles. Il dessert ainsi la région administrative de Lanaudière.

## Description
Le pont est emprunté par l'autoroute 25. Il comporte six voies de circulation, soit trois par direction, lesquelles sont séparées par un muret central. Un trottoir a également été aménagé du côté est du pont. 
Après avoir emprunté le pont, pour rejoindre Laval, il faut traverser l'île Saint-Jean sur une distance de 700 mètres puis emprunter le pont Lepage.
On estime qu'environ 69 000 véhicules empruntent le pont chaque jour, soit 25,2 millions de véhicules par année.

## Toponymie
Le pont est nommé en l'honneur d'Ernest Mathieu, homme politique québécois qui fut maire de Terrebonne de 1904 à 1916, puis de 1927 à 1928.